# 中國金石礦業控股
中國金石礦業控股有限公司，簡稱中國金石礦業控股和中國金石（英語：China Kingstone Mining Holdings Limited，港交所：1380），在2005年，由當時冷定明、周賽渝、陳玫、王曼、冷俊、黃平、楊學東和劉奇川，於四川（總部）成立「四川江油金時達石業有限公司」。
其在2007年，當時前大股東黃賢優（前主席）和配偶以約5百萬元人民幣收購該公司。
股份在2011年3月18日於港交所主板上市。全球集資額為19.43億港元，其中當時6名策略投資者，包括周大福、富力地產主席李思廉、恒大地產主席許家印、渝港國際主席張松橋分別認購1,000萬美元股份，而於深交所上市的建築裝飾公司金螳螂控股股東朱興良認購800萬美元股份，上述基礎投資者設有六個月禁售期。招股價為2.25至3.35港元，發行5.8億股。
到了2012年9月17日，由於當時前大股東黃賢優個人債務問題，而被清盤，因此於港交所停牌。
2012年11月15日，香港電台《鏗鏘集》透過隱蔽片段，拍攝中國金石礦業控股股東特別大會上，多名小股東作出對峙，結果所有相關議案全數否決。
2014年4月9日，經過多天商討重組後，中國金石礦業正式向港交所復牌。
主要業務在四川省經營大礦山，包括生產和銷售大理石和米黃石產品，總部位於廣州，主席為劉紅雨。
2015年6月22日，該公司配售公開發售1,213,379,318股，配股發行價格為0.10港元，集資1.2億港元，其中所涉及613,463,138股為申請作廢，原因是當時前大股東黃賢優為主Wongs Investment Development Holdings Group Limited，遭受紅勝集團有限公司投訴欠最大債務的實益擁有人，而採取法令聆訊的傳票。
2016年3月3日，該公司遭香港聯合交易所有限公司上市委員會，譴責前執行董事陳濤（亦為該公司前行政總裁及董事會主席）、林玉華、廖原時及熊文俊違反《上市規則》，原因是於2011年3月18日上市期內，私自發放違規貸款行為，因此被判上述4名完成由香港特許秘書公會、香港董事學會，或上市部認可的其他課程機構所提供有關《上市規則》合規事宜的24小時培訓，包括4小時有關董事職責的培訓及4小時有關須予公布的交易的培訓，並於委任生效日期前完成；及(b)向上市部提供由培訓機構發出其遵守此培訓規定的書面證明。

## 連結
- kingstonemining.com（页面存档备份，存于）